# Ab (månad)
Ab (hebreiska: אָב) är den femte månaden i den (andra) judiska kalendern. På modern hebreiska uttalas månaden Av, medan Ov är det europeiska traditionella judiska uttalet. Formen Ab är den klassiskt kristna. Månaden har alltid 30 dagar och motsvaras i den babyloniska kalendern av månaden abu. I den gregorianska kalendern infaller månaden i juli/augusti. Månaden inleds med de nio sorgdagar som kulminerar med den nionde dagen, Tisha B'Av, den judiska kalenderns olycksdag, då enligt traditionen båda templen i Jerusalem förstördes och en mängd senare olyckor drabbat judar. Under den perioden lyssnar man inte till musik, klipper inte håret, äter inte kött och arrangerar inga festligheter, exempelvis bröllop. På själva den nionde dagen fastar man genom att varken äta eller dricka.